# Lulua squamosa
Lulua squamosa là một loài bọ cánh cứng trong họ Cerambycidae.